# Jhonny Quiñónez
Jhonny Quiñónez (n. Quito, Ecuador; 11 de junio de 1998) es un futbolista ecuatoriano. Juega de centrocampista y es jugador del Barcelona Sporting Club de la Serie A de Ecuador.

## Trayectoria
Debutó en la primera división del futbol ecuatoriano en Sociedad Deportiva Aucas. En la temporada 2019 jugó con el equipo oriental hasta medio año donde participó en 20 encuentros donde marcó dos goles y repartió 3 asistencias. Destacó por ser un mediocentro de gran despliegue, buena capacidad de recuperación y juego colectivo .
A mediados de 2019 fue cedido para jugar en el Willem II del futbol neerlandés.
En 2024 fue transferido al Club Atlético Independiente de la Primera División de Argentina por tres temporadas.

## Selección nacional
Debutó con la selección de fútbol de Ecuador el 13 de octubre de 2019 en un amistoso contra Argentina. Su segunda participación se daría el 23 de octubre de 2021, donde fue incluido por Gustavo Alfaro en la lista de 20 jugadores para disputar el encuentro amistoso ante México el 27 de noviembre. Marcó un gol durante el encuentro.

### Categorías inferiores

#### Participaciones en Copas del Mundo
| Campeonato                  | Sede          | Resultado      | Partidos | Goles |
| --------------------------- | ------------- | -------------- | -------- | ----- |
| Copa Mundial Sub-20 de 2017 | Corea del Sur | Fase de grupos | 1        | 0     |

### Partidos internacionales
Actualizado al último partido disputado el 27 de octubre de 2021.
| \| N.° \| Fecha \| Ciudad \| Rival \| Resultado \| Resultado \| Competencia \| \| --- \| --------------------- \| --------- \| --------- \| --------- \| --------- \| ----------- \| \| 1. \| 13 de octubre de 2019 \| Elche \| Argentina \| 1-6 \| Derrota \| Amistoso \| \| 2. \| 29 de marzo de 2021 \| Quito \| Bolivia \| 2-1 \| Victoria \| Amistoso \| \| 3. \| 27 de octubre de 2021 \| Charlotte \| México \| 3-2 \| Victoria \| Amistoso \| |                       |           |           |           |           |             |
| N.° | Fecha                 | Ciudad    | Rival     | Resultado | Resultado | Competencia |
| 1. | 13 de octubre de 2019 | Elche     | Argentina | 1-6       | Derrota   | Amistoso    |
| 2. | 29 de marzo de 2021   | Quito     | Bolivia   | 2-1       | Victoria  | Amistoso    |
| 3. | 27 de octubre de 2021 | Charlotte | México    | 3-2       | Victoria  | Amistoso    |

### Goles internacionales
| \| N.° \| Fecha \| Lugar \| Rival \| Gol \| Resultado \| Competición \| \| --- \| --------------------- \| -------------------------------------------------- \| ------ \| --- \| --------- \| ----------- \| \| 1. \| 27 de octubre de 2021 \| Bank of America Stadium, Charlotte, Estados Unidos \| México \| 1–0 \| 3–2 \| Amistoso \| |                       |                                                    |        |     |           |             |
| N.° | Fecha                 | Lugar                                              | Rival  | Gol | Resultado | Competición |
| 1. | 27 de octubre de 2021 | Bank of America Stadium, Charlotte, Estados Unidos | México | 1–0 | 3–2       | Amistoso    |

## Estadísticas

### Clubes
Actualizado al último partido disputado el 31 de octubre de 2024.
| Club                          | Div.          | Temporada     | Liga  | Liga  | Copas nacionales | Copas nacionales | Copas internacionales | Copas internacionales | Total | Total |
| Club                          | Div.          | Temporada     | Part. | Goles | Part.            | Goles            | Part.                 | Goles                 | Part. | Goles |
| ----------------------------- | ------------- | ------------- | ----- | ----- | ---------------- | ---------------- | --------------------- | --------------------- | ----- | ----- |
| C. S. Norte América · Ecuador | 3.ª           | 2014          | 3     | 0     | —                | —                | —                     | —                     | 3     | 0     |
| C. S. Norte América · Ecuador | 3.ª           | 2015          | 6     | 1     | —                | —                | —                     | —                     | 6     | 1     |
| C. S. Norte América · Ecuador | Total club    | Total club    | 9     | 1     | 0                | 0                | 0                     | 0                     | 9     | 1     |
| Deportivo Azogues · Ecuador   | 2.ª           | 2015          | 2     | 0     | —                | —                | —                     | —                     | 2     | 0     |
| Deportivo Azogues · Ecuador   | Total club    | Total club    | 2     | 0     | 0                | 0                | 0                     | 0                     | 2     | 0     |
| Aucas · Ecuador               | 1.ª           | 2016          | 8     | 1     | —                | —                | —                     | —                     | 8     | 1     |
| Aucas · Ecuador               | 1.ª           | 2017          | 23    | 6     | —                | —                | —                     | —                     | 23    | 6     |
| Aucas · Ecuador               | 1.ª           | 2018          | 39    | 1     | —                | —                | —                     | —                     | 39    | 1     |
| Aucas · Ecuador               | 1.ª           | 2019          | 20    | 2     | 2                | 0                | —                     | —                     | 22    | 2     |
| Willem II · Países Bajos      | 1.ª           | 2019-20       | 5     | 0     | 1                | 0                | —                     | —                     | 6     | 0     |
| Willem II · Países Bajos      | Total club    | Total club    | 5     | 0     | 1                | 0                | 0                     | 0                     | 6     | 0     |
| Aucas · Ecuador               | 1.ª           | 2020          | 21    | 6     | —                | —                | 0                     | 0                     | 21    | 6     |
| Aucas · Ecuador               | 1.ª           | 2021          | 20    | 10    | —                | —                | 7                     | 0                     | 27    | 10    |
| Aucas · Ecuador               | 1.ª           | 2022          | 24    | 2     | 3                | 0                | —                     | —                     | 27    | 2     |
| Aucas · Ecuador               | 1.ª           | 2023          | 21    | 1     | 1                | 0                | 6                     | 0                     | 28    | 1     |
| Aucas · Ecuador               | Total club    | Total club    | 176   | 29    | 6                | 0                | 13                    | 0                     | 195   | 29    |
| Independiente Argentina       | 1.ª           | 2024          | 11    | 1     | 2                | 1                | —                     | —                     | 13    | 2     |
| Independiente Argentina       | Total club    | Total club    | 11    | 1     | 2                | 1                | 0                     | 0                     | 13    | 2     |
| Total carrera                 | Total carrera | Total carrera | 203   | 31    | 9                | 1                | 13                    | 0                     | 225   | 32    |
| 1. 2.                         |               |               |       |       |                  |                  |                       |                       |       |       |

## Palmarés

### Campeonatos nacionales
| Título             | Club  | Año  |
| ------------------ | ----- | ---- |
| Serie A de Ecuador | Aucas | 2022 |

### Distinciones individuales
| Distinción                        | Año  |
| --------------------------------- | ---- |
| 11 ideal de la Serie A de Ecuador | 2022 |